# 東國原英夫
東國原英夫（1957年9月16日—），日本政治人物、搞笑藝人、演員與作家，曾任宮崎縣知事，2012年當選眾議院議員。宮崎縣都城市出身、但實際上出生於鹿兒島縣霧島市的東國原早年曾拜師北野武，是北野的開山弟子之一，也是北野領導的藝人團體「武軍團」（たけし軍団）的成員之一。東國原的藝名為，其中是「就是那樣」（そのまま）的意思；中文領域則常將翻譯為「東東」。2006年底與北野事務所（オフィス北野）解約、退出演藝圈之後，於次年以無黨籍身份參與宫崎縣知事的增補選舉，並靠著超過44%的得票率勝過由執政黨與主要反對黨所支持的候選人，而當選宫崎縣第17屆民選知事。

## 由諧星至政治人物
東國原國小時期品學兼優，國小六年級就立定志向"諧星和政治家"，理由是"都是帶給人們幸福的工作"，該理由後來也納入其競選宮崎縣知事時的文宣。中學時，東國原因為崇拜綽號"笨蛋坂田"的諧星坂田利夫，離家出走前往大阪，想拜坂田為師。途中由於家人報警，被警察發現並帶到拘留所托管，在拘留所受到年長的他案嫌疑犯勸告，決定讀完大學再成為諧星。高中畢業考大學時，東國原由於揮霍父母給的考試資金，使得因為付不出入學保證金，而錯失到早稻田大學和明治大學就讀的機會，後來在專修大學經濟學部經濟學科畢業。就讀大學期間，在淺草的娛樂區看到了正要展露頭角的相聲組合"Two Beat"，傾心於其不按理出牌的搞笑風格。不久日本演藝圈掀起了一股相聲風潮，東國原也找人搭檔上電視節目參加相聲比賽並得獎，以此為契機，拜已闖出名聲的"Two Beat"之中的北野武為師，也成為後來北野武旗下諧星集團"武軍團"的第一人。
後來歷經與北野武連同武軍團襲擊出版社而被捕和召妓被日本媒體披露，東國原不但兩次離婚，還被日本演藝圈冷凍。東國原為轉變心境，在43歲（2000年）時重新回到校園再度進修，2004年自早稻田大學第二文學部畢業。後來他再以在職進修生的資格進入早稻田大學政治經濟學部政治學科就讀，但中途肄業。由於他在進修之前就已展露出對從政的興趣，在第二文學部的畢業論文也是與選舉活動相關。在東國原自宮崎縣知事選舉中脫穎而出之後，許多觀察家都認為這是起因於人民對日本政黨政治現況感到不滿的一種實際宣洩方式，再加上前任宮崎縣知事安藤忠恕是因為涉及收賄等舞弊行為而提早去職，而替沒有政黨包袱的東國原營造了非常有利的參選態勢。東國原在2007年（平成19年）1月21日的宮崎縣知事選舉中，以266,807票（得票率44.4%）大幅勝過第二名川村秀三郎的195,124票（得票率32.5%），而順利當選。2007年1月23日，東國原就任宮崎縣知事。
東國原就任宮崎縣知事以後，以其藝人身份對外行銷宮崎縣的物產，人氣極高。2010年9月29日，東國原在宮崎縣議會接受質詢時，宣佈不會在年底的宮崎縣知事換屆選舉中尋求連任。2011年1月20日，東國原的宮崎縣知事任期屆滿，卸任宮崎縣知事；1月21日，河野俊嗣接任宮崎縣知事。
2012年第46屆日本眾議院議員總選舉，東國原被列為日本維新會在近畿地區的比例代表制候選人，並獲得當選。2013年12月11日，東國原以維新會的政策、理念及方向已變質為由提出退黨申請，並表示將辭去眾議員。2013年12月17日，東國原提出眾議員辭職申請。

## 其他工作
除了藝人與政治人物這兩種身分外，東國原也曾經撰寫過包括推理小說與個人傳記在內，各種不同型態的作品。其中比較早年（1990年之前）的作品都是以演藝圈為背景所創作的推理小說，例如《北野武殺人事件》（ビートたけし殺人事件，1998年）與《明石家秋刀魚殺人事件》（明石家さんま殺人事件）等。中期（1990年－2005年間）的作品，則是屬於比較自傳或散文風格。至於他在退出演藝圈之後推出著作，則幾乎都是與政治評論或與從政心得有關的書籍，這些作品都是以本名撰著，但是書名中往往還是帶有過去的藝名，例如2007年發行的即為一例（書名使用東國原的藝名作為雙關語，意指「自宮崎誕生的改革浪潮，就這樣向東走」，由於宮崎縣是日本最西的縣分之一，因此以此譬喻將改革浪潮推向日本中央）。

## 私人生活
私人生活方面，東國原曾有過兩段婚姻，其中第一任妻子為片平夏貴（1985年－1989年），第二任妻子為加藤和子（1990年－2006年），兩任妻子皆為演藝圈中人，前者為自由播報員，後者則是演員。東國原與加藤兩人在16年的婚姻過程中育有一子一女。東國原於2014年9月與一般女性再婚，並於2017年10月誕下兒子。

## 其他
日本三人組嘻哈樂團「放克猴寶貝」（Funky Monkey Babys）曾在2006年1月時推出一首單曲（就這樣向東走），由曾經在該樂團MV中客串演出的東國原作為歌曲主角。這首歌後來變成東國原競選時的加油歌／主題曲。

## 具有類似背景的人物
- 青岛幸男（已去世）：同樣畢業於早稻田大學，也是藝人出身，後來轉為從政。曾任日本參議院議員及東京都知事。

## 外部連結
- 東國原英夫官方網站 （页面存档备份，存于）（日語）
- 東國原英夫的Ameba部落格（日語）
- 東國原英夫的X（前Twitter）（日語）
- そのまんま会オフィシャルサイト （後援会サイト）
- 2007年1月宮崎県知事選結果 （『ザ・選挙』）
- 特集・東国原知事に学ぶ危機管理 （BPnet・SAFETY JAPANより）